# Dicoelia
Dicoelia es un género de plantas de la familia  Euphorbiaceae. Comprende 2 especies nativas del oeste de Malasia. Son arbustos o pequeños árboles.

## Taxonomía
El género fue descrito por  George Bentham y publicado en Hooker's Icones Plantarum 13: 70. 1879. La especie tipo es: Dicoelia beccariana Benth.

## Especies aceptadas
A continuación se brinda un listado de las especies del género Dicoelia aceptadas hasta marzo de 2014, ordenadas alfabéticamente. Para cada una se indica el nombre binomial seguido del autor, abreviado según las convenciones y usos.
- Dicoelia beccariana Benth.
- Dicoelia sumatrana Welzen